# Kruibeke

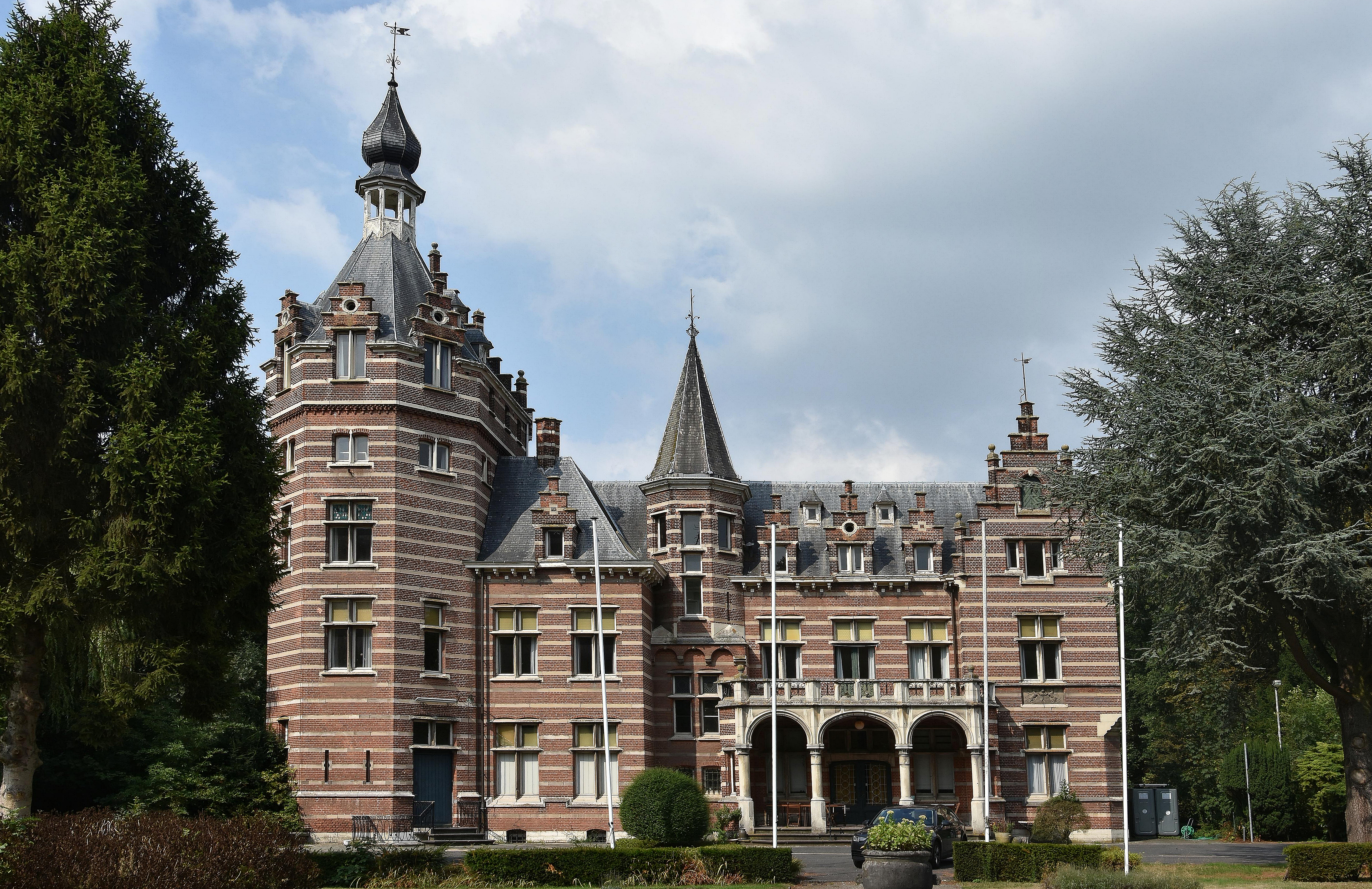
Het kasteel Altena te Kruibeke

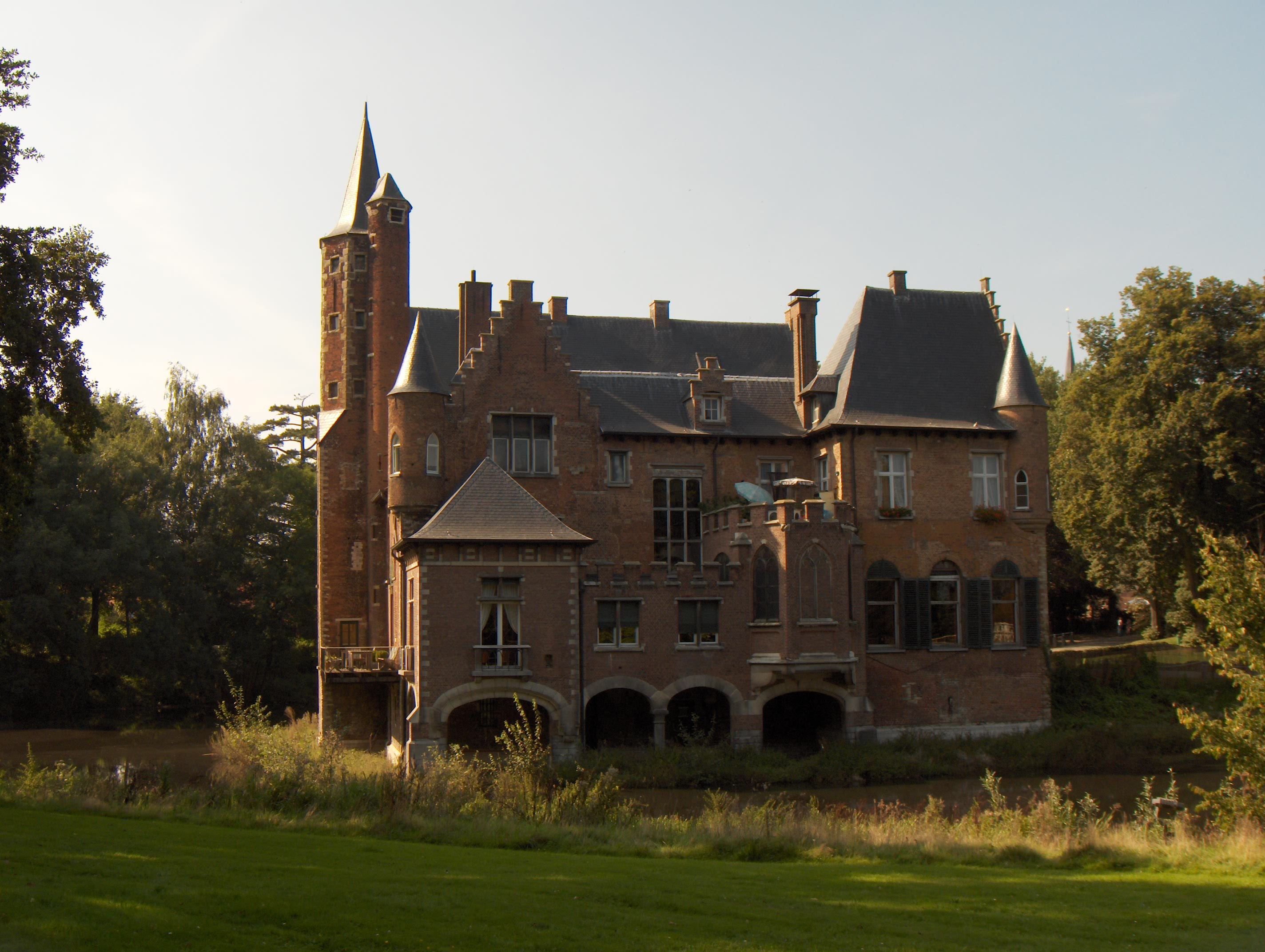
Het kasteel Wissekerke te Bazel

Kruibeke is een plaats en deelgemeente in het noordoosten van de Belgische provincie Oost-Vlaanderen, en is gelegen in het Waasland. De gemeente ontstond in 1977 als fusie van de voormalige gemeenten Kruibeke, Bazel en Rupelmonde en telt ruim 17.000 inwoners, die Kruibekenaars worden genoemd. Kruibeke ligt tussen de rivier Schelde en de autosnelweg E17. In 2025 werd Kruibeke een deelgemeente van Beveren-Kruibeke-Zwijndrecht in het kader van de fusie tussen Beveren, Kruibeke en Zwijndrecht.

## Geschiedenis
Het dorp Kruibeke ontstond als een gehucht van Bazel. Op het grondgebied werd de burcht Altena opgericht. De eerste bekende vermelding is in een oorkonde van 1055 uit de Sint-Pietersabdij in Gent, aangaande een zekere Irma, een vrije vrouw uit Crubeca, die zichzelf en haar nakomelingen onder bescherming plaatst van Onze-Lieve-Vrouw aan het altaar in de kerk van Melsele. De naam zou mogelijk verwijzen naar de vele kruiden die rond een van de beken aldaar groeiden, maar als naam van een beek is hij in ieder geval niet bewaard gebleven. De huidige schrijfwijze verscheen op 21 juni 1929 in het Belgisch Staatsblad.
Ergens in de middeleeuwen werd de parochie onafhankelijk van Bazel. In 1262 behoorde de heerlijkheid Cruebeke aan de familie Vilain van Gent.
In 1547 werd de heerlijkheid Kruibeke en de burcht Altena eigendom van Gaspard Ducci, een rijke Italiaanse zakenman uit Antwerpen die er een lusthof van maakte, met een kasteel dat waarschijnlijk de basis vormde van het huidige kasteel.
Mogelijk werden kasteel en burcht in 1583 zwaar beschadigd tijdens de aanloop van de val van Antwerpen. De erfgenamen van Ducci verkochten in 1594 kasteel en heerlijkheid aan de familie de Lanfranchi, eveneens rijke, van oorsprong Italiaanse, zakenlieden. Zij bewoonden het kasteel tot 1850. De aangetrouwde lijn Le Boucq de Beaudignies nam over en burggraaf Julius liet het kasteel moderniseren en uitbreiden in 1878 door architect Joseph Schadde. Het huidige neovlaams-renaissance gebouw dateert van die tijd.
Vanaf 1904 tot 1952 reed hier ook tramlijn H Van Hamme naar Antwerpen-Linkeroever.
Op 1 januari 1977 werd Kruibeke samen met Bazel en Rupelmonde opgenomen in de fusiegemeente Kruibeke.
In het voorjaar van 2010 hebben voorbereidende gesprekken plaatsgevonden rond een mogelijke fusie tussen de gemeenten Kruibeke en Beveren. Begin april 2022 werd bekendgemaakt dat Beveren en Kruibeke in 2025 willen fuseren. Later sloot Zwijndrecht ook aan bij het fusietraject. De fusiegemeente zal Beveren-Kruibeke-Zwijndrecht heten.

## Kernen

### Deelgemeenten tussen 1977 en 2024
|   | Naam            | Opp. (km²) | Inwoners (2020) | Inwoners per km² | NIS-code |
| - | --------------- | ---------- | --------------- | ---------------- | -------- |
| 1 | Kruibeke (I)    | 14,68      | 8.035           | 547              | 46013A   |
| 2 | Bazel (III)     | 16,95      | 5.686           | 335              | 46013B   |
| 3 | Rupelmonde (II) | 1,89       | 3.123           | 1.650            | 46013C   |

### Kaart voor 2025
De gemeente Kruibeke grenst aan volgende gemeenten en deelgemeenten:
- a. Hoboken (Antwerpen)
- b. Hemiksem
- c. Schelle
- d. Hingene (Bornem)
- e. Steendorp (Temse)
- f. Temse
- g. Haasdonk (Beveren)
- h. Melsele (Beveren)
- i. Burcht (Zwijndrecht)

## Bezienswaardigheden
- De gotische Onze-Lieve-Vrouwekerk, opgetrokken in zandsteen en met een achtkantige vieringtoren.
- Het Kasteel Altena
- Het Fort van Kruibeke

## Natuur en landschap
Kruibeke ligt aan de Schelde. De hoogte bedraagt 2-12 meter.

### Polders van Kruibeke
Tussen de kom (met de Sigmadijk) en de Schelde, op het grondgebied van de deelgemeenten Kruibeke, Bazel en Rupelmonde, liggen de Polders van Kruibeke, een gecontroleerd getijden- en overstromingsgebied van 150 ha. Bij hoogtij stroomt het water via een inlaatdam als een waterval in de Barbierbeekgeul en verder het gebied in. Bij laagtij vloeit het water via een uitwateringssluis weer naar buiten. Aldus ontstaat er een schorrengebied, waarbij steeds een laagje slib wordt afgezet. In totaal is zo een uniek natuurgebied van 600 hectare gegroeid.

## Demografie

### Demografische evolutie voor de fusie
- Bronnen:NIS, www.meetjesland.be en gemeente Kaprijke - Opm:1831 t/m 1970=volkstellingen; 1976=inwoneraantal op 31 december

### Demografische ontwikkeling van de fusiegemeente
Alle historische gegevens hebben betrekking op de huidige gemeente, inclusief deelgemeenten, zoals ontstaan na de fusie van 1 januari 1977. De gegevens tot 1880 bevatten de inwoneraantallen van Steendorp, deelgemeente van Temse.
- Bronnen:NIS, Opm:1831 tot en met 1981=volkstellingen; 1990 en later= inwonertal op 1 januari

| Inwoners van jaar tot jaar op 1 januari 1992 tot heden | Inwoners van jaar tot jaar op 1 januari 1992 tot heden | Inwoners van jaar tot jaar op 1 januari 1992 tot heden |
| jaar                                                   | Aantal                                                 | Evolutie: 1992=index 100                               |
| ------------------------------------------------------ | ------------------------------------------------------ | ------------------------------------------------------ |
| 1992                                                   | 14.409                                                 | 100,0                                                  |
| 1993                                                   | 14.427                                                 | 100,1                                                  |
| 1994                                                   | 14.436                                                 | 100,2                                                  |
| 1995                                                   | 14.518                                                 | 100,8                                                  |
| 1996                                                   | 14.408                                                 | 100,0                                                  |
| 1997                                                   | 14.370                                                 | 99,7                                                   |
| 1998                                                   | 14.315                                                 | 99,3                                                   |
| 1999                                                   | 14.493                                                 | 100,6                                                  |
| 2000                                                   | 14.556                                                 | 101,0                                                  |
| 2001                                                   | 14.583                                                 | 101,2                                                  |
| 2002                                                   | 14.684                                                 | 101,9                                                  |
| 2003                                                   | 14.730                                                 | 102,2                                                  |
| 2004                                                   | 14.816                                                 | 102,8                                                  |
| 2005                                                   | 15.005                                                 | 104,1                                                  |
| 2006                                                   | 15.216                                                 | 105,6                                                  |
| 2007                                                   | 15.328                                                 | 106,4                                                  |
| 2008                                                   | 15.485                                                 | 107,5                                                  |
| 2009                                                   | 15.642                                                 | 108,6                                                  |
| 2010                                                   | 15.820                                                 | 109,8                                                  |
| 2011                                                   | 15.946                                                 | 110,7                                                  |
| 2012                                                   | 16.028                                                 | 111,2                                                  |
| 2013                                                   | 16.164                                                 | 112,2                                                  |
| 2014                                                   | 16.306                                                 | 113,2                                                  |
| 2015                                                   | 16.421                                                 | 114,0                                                  |
| 2016                                                   | 16.541                                                 | 114,8                                                  |
| 2017                                                   | 16.589                                                 | 115,1                                                  |
| 2018                                                   | 16.657                                                 | 115,6                                                  |
| 2019                                                   | 16.745                                                 | 116,2                                                  |
| 2020                                                   | 16.846                                                 | 116,9                                                  |
| 2021                                                   | 16.785                                                 | 116,5                                                  |
| 2022                                                   | 16.980                                                 | 117,8                                                  |
| 2023                                                   | 17.056                                                 | 118,4                                                  |
| 2024                                                   | 17.072                                                 | 118,5                                                  |

## Evenementen
- Lucky Saturday, jaarlijks muziekfestival
- In Kruibeke vindt jaarlijks de Mercatorstripbeurs plaats.
- Repmond Rock, een jaarlijks muziekfestival
- Deistelrock, jaarlijks muziekfestival
- Nacht Van De Jacht, jaarlijks muziekfestival
- Radio Barbier, lokale radio-uitzendingen, jaarlijks gedurende 14 dagen in juni
- Molenberg kermis, jaarlijks wederkerend muziekfestival tijdens het paasweekend
- Island Party, jaarlijks muziekfestival
- PolderWives, een jaarlijks muziekfestival
- Survive The Night, een jaarlijks muziekfestival
- Echtig en Techtig, een jaarlijks vertelfestival van Wilder Eenhoor'n

## Politiek

### Lijst van burgemeesters
| Tijdspanne | Tijdspanne  | Burgemeester                                   |
| ---------- | ----------- | ---------------------------------------------- |
|            | 1894 - 1920 | Henri Mertens (Kath. Partij)                   |
|            | ...         |                                                |
|            | 1930 - 1940 | Antoine Mertens de Wilmars                     |
|            | 1941 - 1944 | Hubert Verschraegen (VNV, oorlogsburgemeester) |
|            | 1944 - 1947 | Antoine Mertens de Wilmars                     |
|            | ...         |                                                |
|            | 1953 - 1966 | Edmond Gorrebeeck (CVP)                        |
|            | 1966 - 1976 | Maurits D'Hollander (CVP)                      |
|            | 1977 - 1982 | Georges Verberckmoes (CVP)                     |
|            | 1983 - 2012 | Antoine Denert (VU, DENERT)                    |
|            | 2013 - 2018 | Jos Stassen (Groen)                            |
|            | 2019 - 2022 | Dimitri Van Laere (N-VA)                       |
|            | 2022 - 2024 | Antoine Denert (DENERT)                        |

### Geschiedenis

#### Legislatuur 2013-2018
Burgemeester is Jos Stassen (SamenVoorKruibeke). Hij leidt een coalitie bestaande uit SamenVoorKruibeke en CD&V. Samen vormen ze de meerderheid met 15 op 25 zetels. Grootste partij N-VA met als boegbeeld Antoine Denert, werd uitgesloten van de macht.

#### Legislatuur 2019-2024
Na de gemeenteraadsverkiezingen van 2018 werd SamenVoorKruibeke de grootste partij. CD&V besloot echter een coalitie te beginnen met de N-VA, waarbij de partij D.E.N.E.R.T. gedeeltelijk zou opgaan in de N-VA fractie. 3 van de 6 gemeenteraadsleden van de partij D.E.N.E.R.T. gingen zetelen bij de N-VA fractie.
Burgemeester is Dimitri Van Laere (NVA) voor de eerste 3 jaar van de legislatuur en ging normaal gezien daarna opgevolgd worden door Filip Vercauteren (CD&V). De meerderheid werd echter te instabiel: 1 ex-raadslid D.E.N.E.R.T. steunde regelmatig de oppositie. Nieuwe onderhandelingen leidde tot de toetreding van lijst D.E.N.E.R.T. bij de meerderheid(°°), waarbij Antoine Denert burgemeester werd.

#### Resultaten gemeenteraadsverkiezingen van 1976 tot en met 2018
| Partij               | Partij                               | 10-10-1976 | 10-10-1976 | 10-10-1982 | 10-10-1982 | 9-10-1988 | 9-10-1988 | 9-10-1994 | 9-10-1994 | 8-10-2000 | 8-10-2000 | 8-10-2006 | 8-10-2006 | 14-10-2012 | 14-10-2012 | 14-10-2018 | 14-10-2018  |
| Stemmen / Zetels     | Stemmen / Zetels                     | %          | 23         | %          | 23         | %         | 23        | %         | 23        | %         | 23        | %         | 25        | %          | 25         | %          | 25          |
| -------------------- | ------------------------------------ | ---------- | ---------- | ---------- | ---------- | --------- | --------- | --------- | --------- | --------- | --------- | --------- | --------- | ---------- | ---------- | ---------- | ----------- |
|                      | Agalev1/ Groen!2/ SamenVoorKruibekeA | -          |            | -          |            | 2,941     | 0         | 7,031     | 1         | 7,391     | 1         | 6,152     | 1         | 23,12A     | 1          | 34,44A     | 9           |
|                      | SP1/ sp.a2/ SamenVoorKruibekeA       | 23,611     | 5          | 22,31      | 5          | 13,741    | 3         | 14,471    | 3         | 11,981    | 2         | 11,172    | 2         | 23,12A     | 2          | 34,44A     | 9           |
|                      | PVV1/ VLD2/ SamenVoorKruibekeA       | 5,941      | 0          | 6,981      | 0          | 4,481     | 0         | 6,012     | 0         | 7,732     | 1         | 5,892     | 1         | 23,12A     | 1          | 34,44A     | 9           |
|                      | SamenVoorKruibekeA                   | -          |            | -          |            | -         |           | -         |           | -         |           | -         |           | 23,12A     | 2          | 34,44A     | 9           |
|                      | CVP1/ CD&V2                          | 521        | 14         | 42,381     | 11         | 26,771    | 6         | 27,731    | 7         | 23,21     | 6         | 28,442    | 8         | 31,312     | 9          | 18,733     | 4           |
|                      | VU1/ DENERT2/ N-VA3                  | 18,461     | 4          | 28,341     | 7          | 52,071    | 14        | 44,762    | 12        | 49,72     | 13        | 31,852    | 9         | 33,633     | 9          | 22,873     | 6           |
|                      | VU1/ DENERT2/ N-VA3                  | 18,461     | 4          | 28,341     | 7          | 52,071    | 14        | 44,762    | 12        | 49,72     | 13        | 31,852    | 9         | 33,633     | 9          | 23,962     | 6 (3+3(°°)) |
|                      | Vlaams Belang1/ Kruibeeks Belang2    | -          |            | -          |            | -         |           | -         |           | -         |           | 15,191    | 4         | 8,512      | 1          | -          |             |
|                      | Kruibeke Plus                        | -          |            | -          |            | -         |           | -         |           | -         |           | -         |           | 3,43       | 0          | -          |             |
|                      | Gemeentebelangen                     | -          |            | -          |            | -         |           | -         |           | -         |           | 1,32      | 0         | -          |            | -          |             |
| Totaal stemmen       | Totaal stemmen                       | 10148      | 10148      | 10436      | 10436      | 10831     | 10831     | 10700     | 10700     | 10829     | 10829     | 11390     | 11390     | 11477      | 11477      | 11975      | 11975       |
| Opkomst %            | Opkomst %                            |            |            |            |            | 96,77     | 96,77     | 95,07     | 95,07     | 94,36     | 94,36     | 95,45     | 95,45     | 92,37      | 92,37      | 93,9       | 93,9        |
| Blanco en ongeldig % | Blanco en ongeldig %                 | 2,72       | 2,72       | 3,49       | 3,49       | 2,91      | 2,91      | 3,36      | 3,36      | 3,45      | 3,45      | 3,18      | 3,18      | 3,96       | 3,96       | 4,2        | 4,2         |

De rode cijfers naast de gegevens duiden aan onder welke naam de partijen telkens bij een verkiezing opkwamen.
De zetels van de gevormde meerderheid staan vetjes afgedrukt. De grootste partij is in kleur.
Zie voor de gemeenteraadsverkiezingen in 2024 en later op Beveren-Kruibeke-Zwijndrecht.
Onderstaande grafieken tonen de evolutie van de zetelaantallen en meerderheden binnen de Kruibeekse gemeenteraad.
| Zetelaantallen | Meerderheden |
| -------------- | ------------ |
|                |              |

## Sport
- Camiel Van de Velde van atletiekclub Jong Vlaanderen Kruibeke nam in 1924 deel aan de Olympische Spelen
- Voetbalclub KFC Jong Vlaanderen Kruibeke is aangesloten bij de KBVB en er actief in de provinciale reeksen.

## Bekende inwoners van Kruibeke
- Amedee Verbruggen (1886-1980), Vlaams-nationalistisch voorman
- Camiel Van de Velde (1903-1985), atleet en deelnemer aan de Olympische Spelen
- Hector De Bruyne (1917-1995), politicus en minister, en zijn broer Arthur De Bruyne, historicus en publicist
- Hubert Damen (*1946), acteur
- Antoine Denert (*1946), burgemeester
- Harry Van Landeghem (*1949), worstelaar ( 26 Belgische titels), deelnemer Olympische spelen 1972, trainer Belgische worstelploeg Olympische spelen van Seoel (1988), Barcelona (1992) en Atlanta (1996), ere-burger van Kruibeke in 2022.
- Gregie De Maeyer (1951-1998), illustrator en auteur
- Jos Stassen (*1961), voormalig fractievoorzitter Groen! in het Vlaams Parlement
- Koen Maris (*1977), oud-wereldkampioen powerman duathlon, Belgisch oud-kampioen duathlon
- Paul Kpaka (*1981), profvoetballer
- Melvin Klooster (*1982), Belgisch acteur en presentator bij Ketnet
- Joyce Van Nimmen (*1983), model
- Dorien Reynaert(*1989), actrice in De Buurtpolitie en Familie en hondentrainster
- Jordi Rottier (*1997), acteur

## Partnersteden
- Gangelt (Duitsland)
- Holsthum (Duitsland)
- Wissekerke (Nederland)
- Moldovița (Roemenië)
- Al `Udayn (Jemen)

## Nabijgelegen kernen
Hoboken (veer), Beveren, Haasdonk, Bazel